# Hydraulische accumulator

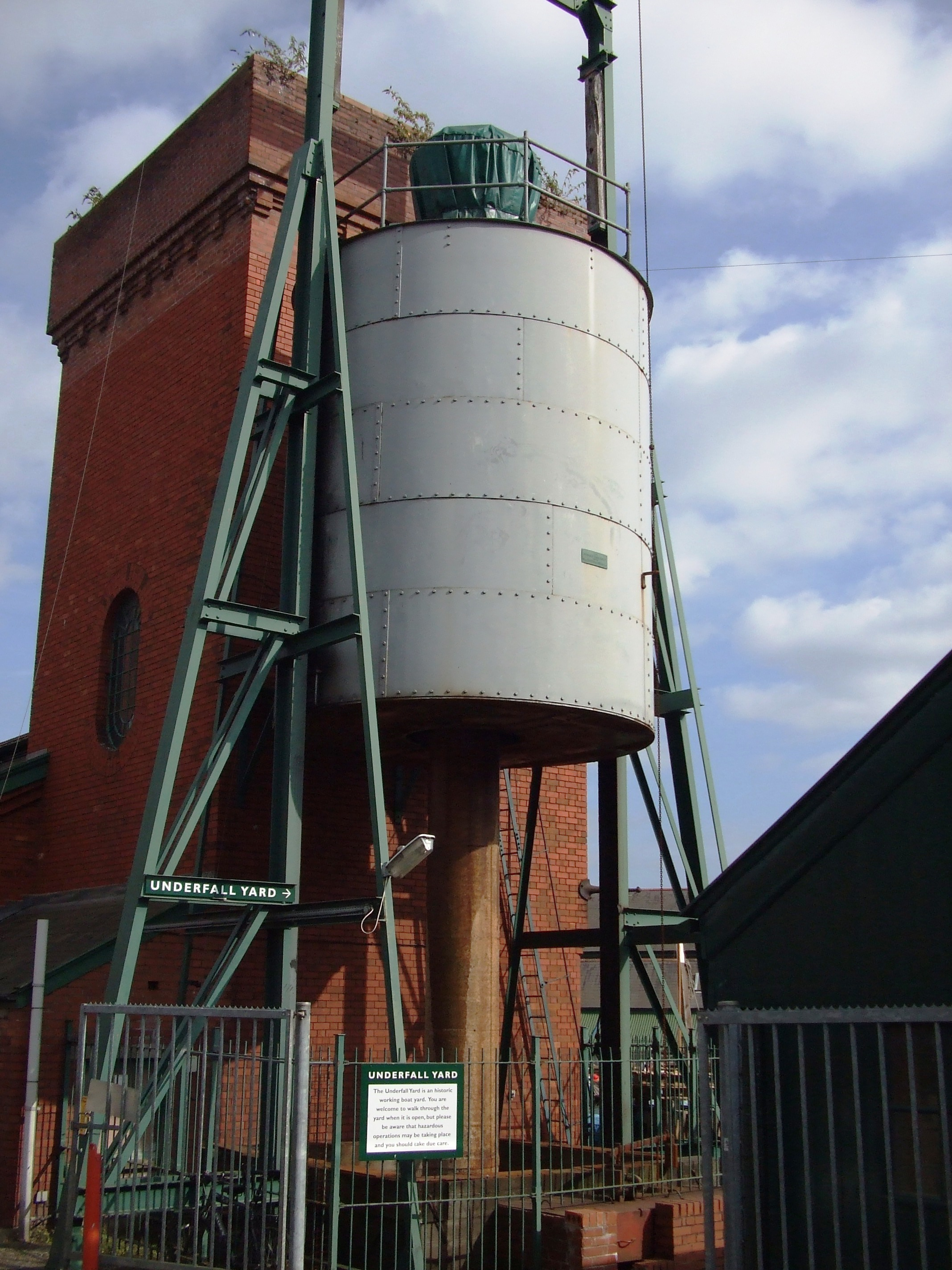
Hydraulische accumulator bij een pompstation in de haven van Bristol; energie voor sluizen werd verzorgd via water onder druk.

Een hydraulische accumulator is een onderdeel van een hydraulisch systeem waarin de energie wordt opgeslagen die ontstaat ten gevolge van de druk die op een vloeistof in het systeem wordt uitgeoefend. Deze energie kan op verschillende manieren worden opgeslagen, bijvoorbeeld via hydrostatische druk in een drukvat, via mechanische spanning in een veer of via zwaartekracht in een gewicht.

## Hydropneumatisch
Een hydropneumatische accumulator of accu is een drukvat, waarin gas en vloeistof onder dezelfde druk worden opgeslagen, al dan niet gescheiden door een zuiger, een membraan of een rubber zak (balg).
De energie wordt hier, net als in een pneumatische accumulator, in het gasvolume opgeslagen en dus dient de hydraulische vloeistof slechts als intermediair. Deze accumulatoren worden in hydraulische systemen vooral gebruikt om drukpulsen (hoog en laag) weg te werken en bij kortstondige drukval, de druk te handhaven. Indien de accumulator veel energie moet kunnen accumuleren, moet het volume en/of de maximale druk groot zijn. De grootste standaard balg- of membraan-accumulators hebben bijvoorbeeld bij 250 bar een inhoud van 50 liter. Voor het opslaan van meer energie wordt een (speciaal voor dit doel ontworpen) accumulator met een zuiger gebruikt en deze zuigeraccu kan eventueel verbonden worden met een aantal gasflessen.
In de offshore-industrie wordt veel gebruikgemaakt van deiningscompensatoren. In feite zijn dit zeer grote (hydro)pneumatische veren (gasveren). Hier wordt de energie eveneens in het gas opgeslagen. In sommige, vooral Amerikaanse systemen staan hydraulische vloeistof (meestal een onbrandbare olie) en het hogedruk gas (meestal lucht) in open verbinding met elkaar. Europese systemen kennen meestal een mediumscheider tussen de vloeistof en het gas. Meestal wordt ook hier lucht en een onbrandbare minerale olie gebruikt, doch er gaan stemmen op om in plaats van lucht om te schakelen naar puur stikstof vanwege corrosieproblemen.